# Edificio Roxy
El Edificio Roxy es un edificio ubicado en la colonia Hipódromo Condesa, Ciudad de México. Es obra de Ernesto Buenrostro, construido en 1934. Su estilo, forma parte de varios edificios residenciales de estilo art déco en la zona, ha sido reacondicionado para ser preservado con el mayor número de elementos déco . Originalmente, un edificio vivienda de ocho departamentos, catalogado por el INBA.

## Historia
El edificio Roxy fue construido en el año de 1934, coincidiendo con la urbanización de la colonia Hipódromo Condesa y el inicio del art déco, popularizado en la Exposición de Artes Decorativas de París de 1925. El arte déco tuvo gran influencia en el edificio viéndose reflejado en la puerta metálica  conformada por líneas horizontales y verticales, con un letrero que utiliza  una topología característica  del estilo. Las líneas que los conforman buscan asemejarse a la forma de una máquina.